# Michael Altenburg
Pour les articles homonymes, voir Altenburg (homonymie).
Michael Altenburg (né le 27 mai 1584 à Alach - mort le 12 février 1640 à Erfurt) est un théologien protestant et compositeur allemand de la période baroque.

## Biographie
Né à proximité d'Erfurt, Altenbourg y entame ses études. Il commence la théologie à l'Université d'Erfurt en 1598 et obtient son diplôme de bachelier en 1599 et sa maîtrise en 1603. À partir de 1600, il enseigne à la Reglerschule à Erfurt. Il est cantor à la Andreaskirche (église Saint-André) et recteur de l'école associée à partir de 1607. En 1609, il quitte l'enseignement et se rend à Tröchtelborn où il commence à prêcher comme pasteur jusqu'en 1621. Pendant cette période, Altenbourg publie de la musique et est comparé à Roland de Lassus.
En 1621, il part pour Sömmerda et travaille à la Bonifaciuskirche (église Saint-Boniface). Il continue à publier ses compositions grâce auxquelles il acquiert une certaine reconnaissance. La Guerre de Trente Ans mettra un terme à ses efforts. En 1636, une épidémie emporte la plupart des membres de sa congrégation, son épouse et dix de ses enfants. En 1637, il regagne Erfurt où il est diacre et à partir de 1638, ministre à l'église Saint-André.

## Œuvres
Altenbourg a essentiellement composé des concertos, des motets et de la musique pour chœur.

## Source de traduction
- (en) Cet article est partiellement ou en totalité issu de l’article de Wikipédia en anglais intitulé « Michael Altenburg » (voir la liste des auteurs).